# Grumman F6F Hellcat
De Grumman F6F Hellcat was een Amerikaans jachtvliegtuig, opererend vanaf vliegdekschepen tijdens de Tweede Wereldoorlog. Het werd ontwikkeld om de oudere F4F Wildcat te vervangen in de Amerikaanse marine. Hoewel de Hellcat lijkt op zijn voorganger was het een nieuw ontwerp, met een krachtigere motor. Samen met de F4U Corsair was het de voornaamste jager van de Amerikaanse marine tijdens de tweede helft van de Tweede Wereldoorlog.
In het ontwerp werd rekening gehouden met de gevechtservaring tegen de Japanse Zero. De Hellcat werd het meest succesvolle marinevliegtuig, met een totaal van 5271 overwinningen op vijandelijke toestellen. Het was in dienst bij de Amerikaanse marine, het Amerikaanse marinierskorps en de Britse marine. Na de Tweede Wereldoorlog werd het toestel geleidelijk aan vervangen, maar de laatste Hellcats deden dienst tot 1954 als nachtjager.